# 売市 (八戸市)
売市（うるいち）は、青森県八戸市の地名のひとつ。売市1丁目から4丁目まであり、そのほかにも9つの小字がある。中心市街地から程近い地域。

## 概要
八戸市の中央部に位置し、馬淵川下流の右岸の地区である。売市は1丁目から4丁目まで住所表示がされている西側と、長根を挟み、東側に小字の小侍、観音下、鴨ケ池地区がある。
売市1丁目から4丁目までの地区は、北に大橋が架かり、長苗代地区があり、東に長根、長根総合運動公園、南、西に根城が位置し、地区の中心を北西に国道104号が横断している。
小字の小待、観音下、鴨ケ池地区は北に城下、東に内丸、南に長根総合運動公園、西に長根が面している。
最寄の鉄道駅は本八戸駅である。

## 地名の由来
売市の由来は、植物のウルイ（オオバギボウシ）という説もあるが、詳しいことは分かっていない。
江戸時代には、売市の南側を荒谷と呼んでいたとされ、地内には「人まね　こまね　荒谷のきつね　粕けで　ぼんだぜ」という民謡が残っているとされる。（三戸郡誌）

## 世帯数と人口
2017年（平成29年）4月30日現在の世帯数と人口は以下の通りである。
| 丁目・小字 | 世帯数    | 人口    |
| ---------- | --------- | ------- |
| 一丁目     | 423世帯   | 845人   |
| 二丁目     | 230世帯   | 501人   |
| 三丁目     | 309世帯   | 694人   |
| 四丁目     | 343世帯   | 768人   |
| 鴨ケ池     | 314世帯   | 634人   |
| 観音下     | 324世帯   | 541人   |
| 輿遊下     | 1世帯     | 1人     |
| 小待       | 384世帯   | 829人   |
| 新坂平     | 45世帯    | 103人   |
| 長根       | 77世帯    | 168人   |
| 長根平     | 127世帯   | 270人   |
| 馬場河原   | 22世帯    | 47人    |
| 左水門下   | 121世帯   | 229人   |
| 右水門下   | 113世帯   | 181人   |
| 滝         | 1世帯     | 3人     |
| 計         | 2,834世帯 | 5,814人 |

## 歴史
- 元和4年（1616年）の知行目録に「六拾六石弐斗六升五合 長苗代、売市」とあり、藩政当初は盛岡藩に属し、根状南部氏に仕えていた。
- 正保4年（1647年）の南部領内総絵図によると、売市村228石の記録が残っている。
  - この年の郷村帳によると、228石の73％にあたる168石が田であると記述がる。
- 明治元年（1868年）の「新撰陸奥国誌」によると、「家数88軒（中略）八戸市に近けれは貴属の邸宅等ありて、民居聊整り。然しも畑多けれども水田じゃ少なく（中略）麦と粟を殖へし」と記録がある。
- 昭和57年(1982年)2月1日 - 一部が内丸の一部になる。
- 平成14年(2002年)6月29日 - 住所表示を実施。一部が売市一～四丁目、長根一～二丁目に変更。
- 平成30年(2018年)2月10日 - 住居表示を実施。一部が長根三～四丁目に変更[5]、詳しくは長根を参照。

### 町名の変遷
| 実施後     | 実施年月日    | 実施前（各町名ともその一部）                                           |
| ---------- | ------------- | ---------------------------------------------------------------------- |
| 売市一丁目 | 2002年6月29日 | 大字売市字下久根、売市、輿遊下                                         |
| 売市二丁目 | 2002年6月29日 | 大字売市字新上町、杉山、売市、狐窪                                     |
| 売市三丁目 | 2002年6月29日 | 大字売市字狐窪、大字根城字梨子木、ヌタゴ、東構                         |
| 売市四丁目 | 2002年6月29日 | 大字売市字下久根、売市、狐窪、坂ノ上、熊野堂、大字根城字梨子木、ヌタゴ |

## 産業

### 工業
- 日東プラスチック

### 商業
- しまむら根城店
- 薬王堂八戸長根店
- マエダストア売市店
- ツルハドラッグ八戸売市店
- アダチ文具売市店
- 東京靴流通センター八戸売市店

### 銀行
- 青森みちのく銀行売市支店・軽米支店・白山台出張所

## 公的機関
- 売市交番

## 教育機関
- 八戸市立八戸小学校
- 八戸市立根城小学校
- 八戸市立江南小学校
- 八戸市立根城中学校
- 八戸市立第二中学校